# Kunal Kohli

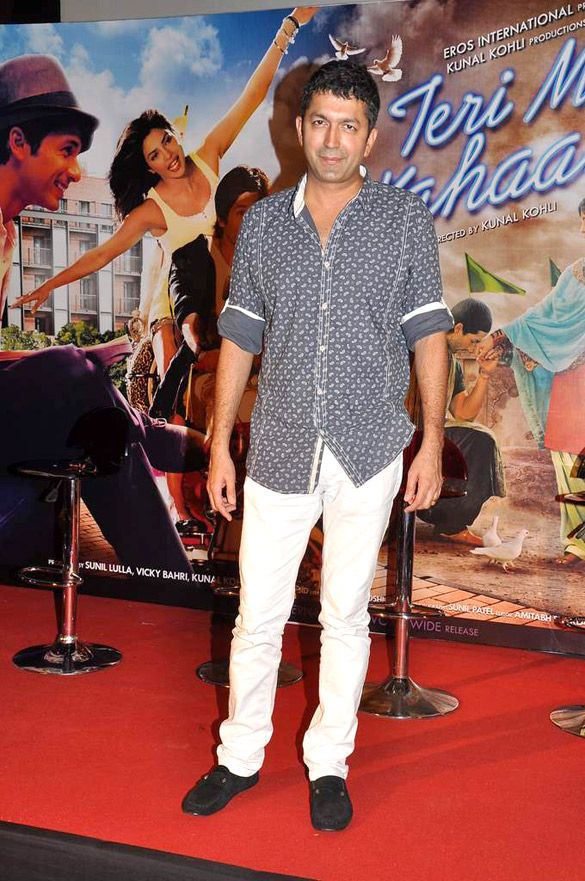
Kunal Kohli

Kunal Kohli (Hindi कुनाल कोहली) ist ein indischer Hindi-Film-Regisseur.

## Leben
Kunal Kohli studierte an der Cathedral and John Connon School in Bombay. Er war Filmkritiker, bevor er selbst Filme drehte. Einige Jahre moderierte er die Show Chalo Cinema auf Zee TV. Mit Tirkon, eine Fernsehserie, debütierte der Regisseur.
Er ist Teilhaber von der Produktionsfirma Yash Raj Films, die dem Produzenten und Regisseur Yash Chopra gehört. Unter dieser Produktionsfirma veröffentlichte Kohli seinen ersten Film Beste Freunde küsst man nicht! (Mujhse Dosti Karoge) (2002), der allerdings an den Kassen floppte.
Zwei Jahre später kam sein zweiter Film Hum Tum – Ich & du, verrückt vor Liebe (2004) in die Kinos und wurde zu einem der größten Hits des Jahres. Der Film brachte ihm den begehrten Filmfare Award für den besten Regisseur ein.
Sein dritter Film, Fanaa (2006), wurde ebenfalls zu einem Kassenschlager und wurde auch Übersee zu einem Superhit. Fanaa weckte gigantische Erwartungen, da Kajol nach fünfjähriger Babypause erstmals wieder eine Hauptrolle spielte.
Sein Familienfilm und Blockbuster Thoda Pyaar Thoda Magic – Ein Engel zum Verlieben (2008) zeigte Rani Mukerji und Saif Ali Khan in den Hauptrollen. Hiermit war er 2008 auch erstmals in Deutschland zu Besuch, auf dem indischen Filmfestival Bollywood and beyond in Stuttgart. 2009 wird er hier erneut als Jurymitglied anwesend sein.

## Filmografie
als Regisseur
- Trikon (Fernsehserie)
- 2002: Beste Freunde küsst man nicht! (Mujhse Dosti Karoge)
- 2004: Hum Tum – Ich & du, verrückt vor Liebe
- 2006: Fanaa
- 2008: Thoda Pyaar Thoda Magic
- 2012: Für immer und ewig – Teri Meri Kahaani

als Drehbuchautor
- 2002: Beste Freunde küsst man nicht! (Mujhse Dosti Karoge)
- 2004: Hum Tum – Ich & du, verrückt vor Liebe
- 2008: Thoda Pyaar Thoda Magic
- 2012: Für immer und ewig – Teri Meri Kahaani